# Anasztaszija Ihorivna Petrik
Anasztaszija Ihorivna Petrik (ukránul: Анастасія Ігорівна Петрик; Nerubajszke, Odesszai terület, 2002. május 4. –) ukrán énekes. Nővére, Viktorija Petrik szintén énekes.

## Pályafutása

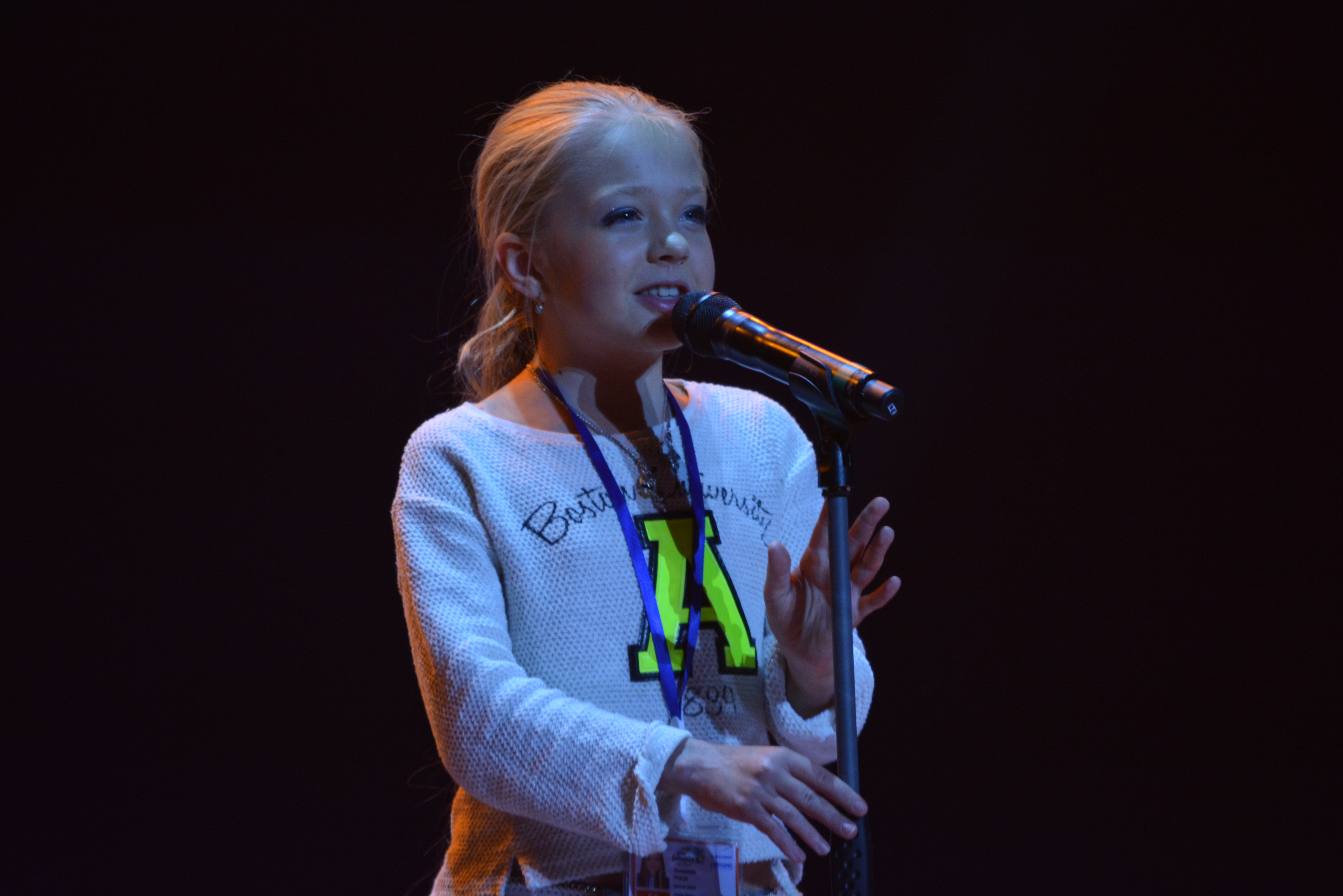
Anasztaszija 2013-ban

Hétéves korában vett részt az első, közönség előtti megmérettetésen a szintén énekes nővérével együtt. 2008-ban sikert arattak az I Love Rock 'n' Roll című dal feldolgozásával. Később Anasztaszija Petrik nyerte meg a 2012-es Junior Eurovíziós Dalfesztivált Небо (Égbolt) című számával.